# Krzysztof Grabowski (producent filmowy)

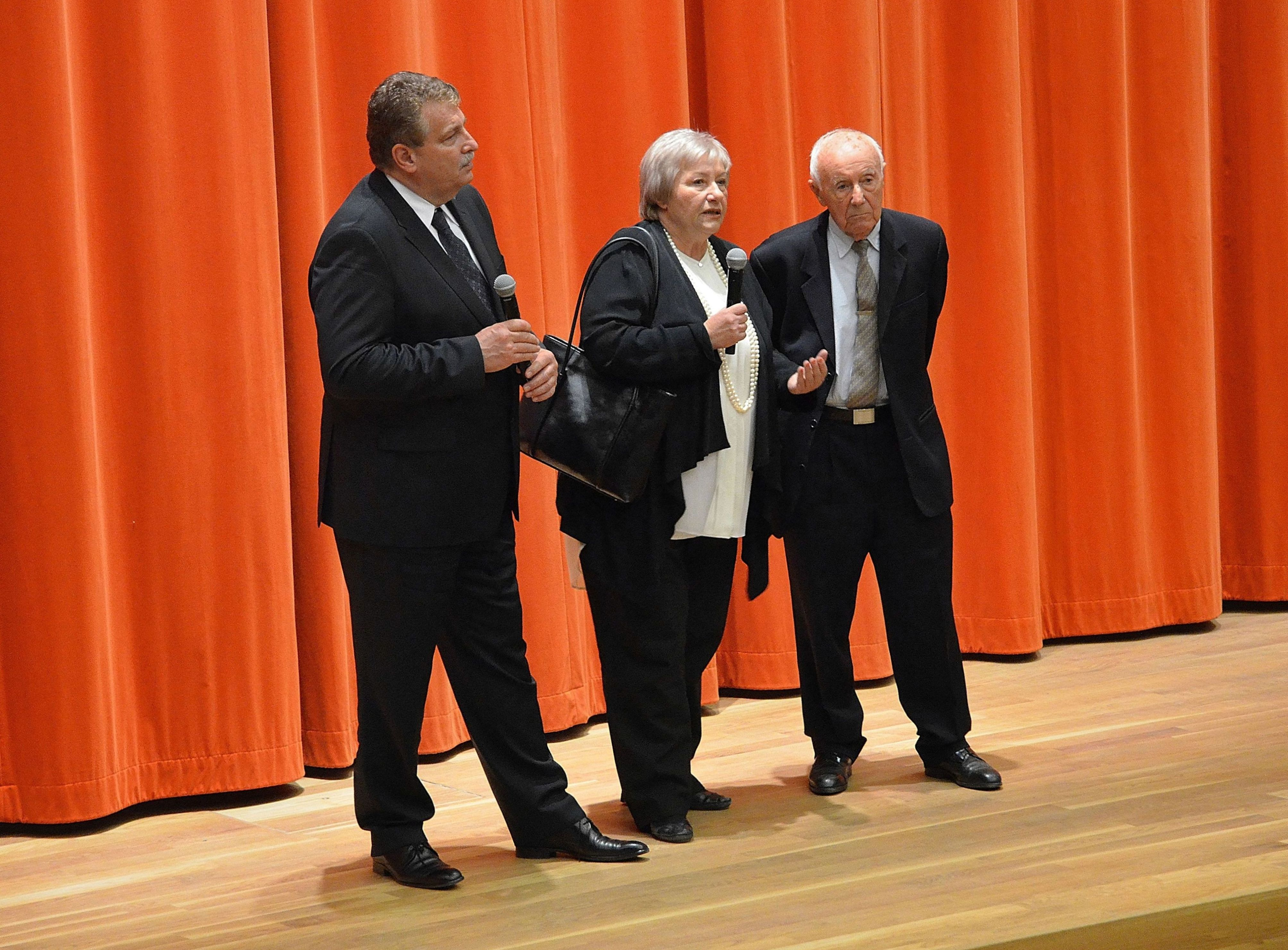
Krzysztof Grabowski, Agnieszka Arnold i Symcha Ratajzer na premierze filmu Rotem w Muzeum Historii Żydów Polskich (20 kwietnia 2013)

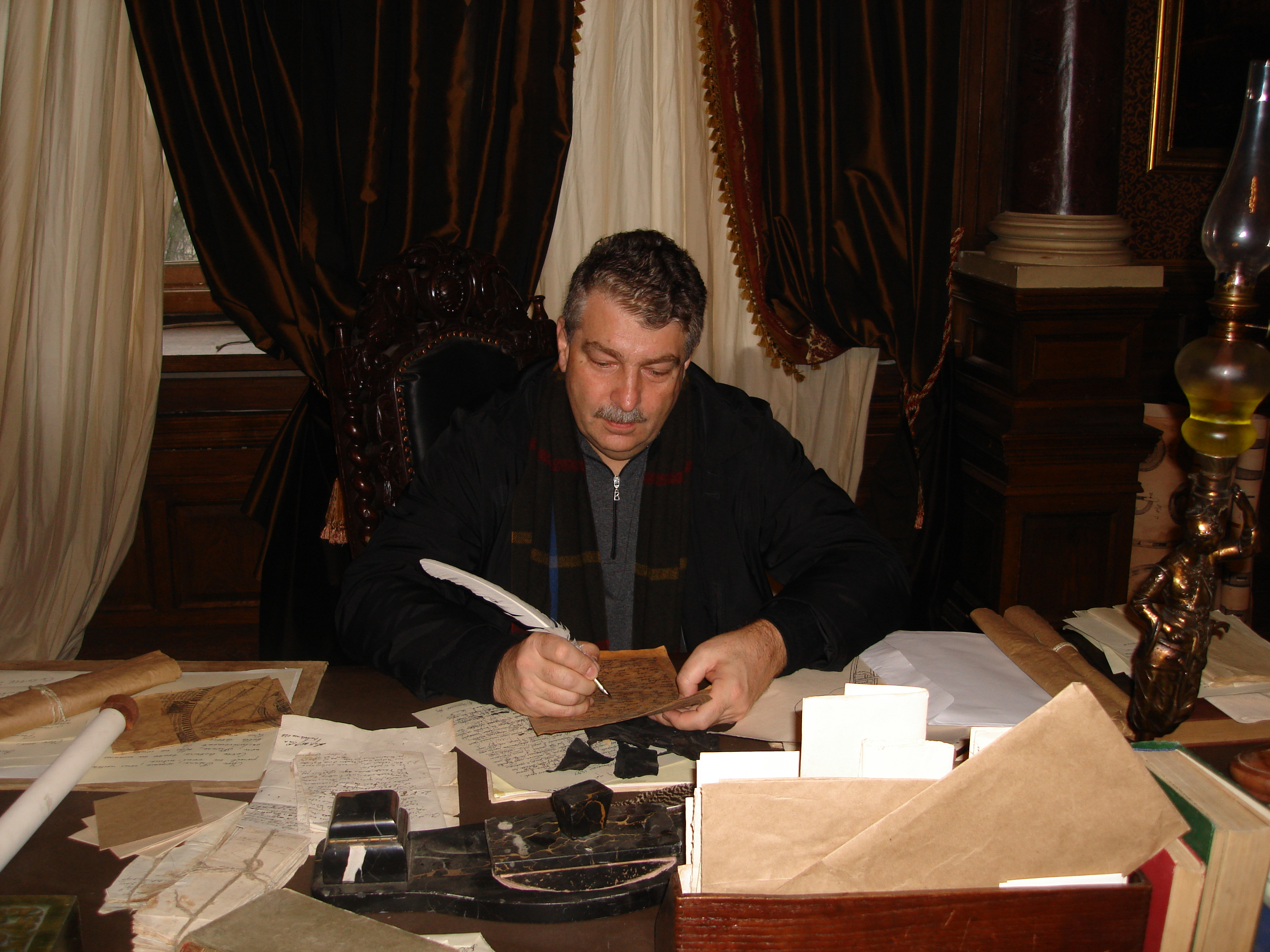
Na planie filmu Wojna i pokój

Krzysztof Grabowski (ur. 29 maja 1953 w Olsztynie) – polski producent i reżyser filmowy i telewizyjny.
W 1977 ukończył studia na Wydziale Humanistycznym Uniwersytetu Gdańskiego (filologia polska i filmoznawstwo), a w 1983 – reżyserię telewizyjno-filmową na Wydziale Radia i Telewizji Uniwersytetu Śląskiego w Katowicach.
Autor filmów dokumentalnych i widowisk telewizyjnych realizowanych dla europejskich producentów i stacji TV.
Producent seriali, miniserii i filmów fabularnych. Członek Stowarzyszenia Filmowców Polskich.
Od 1996 roku kieruje firmą Grupa Filmowa Baltmedia z Sopotu specjalizującą się w koprodukcjach międzynarodowych, produkcji wykonawczej oraz realizacji filmów na rynek polski. Od 2009 roku jest członkiem Zarządu i producentem w firmie Baltmedia Sp. z o.o. z siedzibą w Warszawie. W listopadzie 2014 roku, po przejęciu spółki Baltmedia przez Profilm Sp. z o.o., został prezesem Zarządu tej spółki, wchodzącej w skład holdingu medialnego ATM. Od 1 kwietnia 2016 roku, po wchłonięciu spółki Profilm przez holding ATM S.A., został producentem w ATM Grupie.

## Filmografia

### Producent
- 2017 – Ojciec Mateusz – 17 sezon
- 2016 – Ojciec Mateusz – 16 sezon
- 2016 – Ojciec Mateusz – 15 sezon
- 2015 – Ojciec Mateusz – 14 sezon
- 2015 – Ojciec Mateusz – 13 sezon
- 2014 – Strażacy (serial telewizyjny)
- 2014 – Powiedz tak! (serial telewizyjny)
- 2014 – Aram – film dokumentalny
- 2014 – Na krawędzi 2 (serial telewizyjny)
- 2014 – Ojciec Mateusz – 12 sezon
- 2014 – Ojciec Mateusz – 11 sezon
- 2013 – Ojciec Mateusz – 10 sezon
- 2013 – Ojciec Mateusz – 9 sezon
- 2012 – Ojciec Mateusz – 8 sezon
- 2012 – Ojciec Mateusz – 7 sezon
- 2012 – Rotem – film dokumentalny
- 2011 – Ojciec Mateusz – 6 sezon
- 2011 – Ojciec Mateusz – 5 sezon
- 2011 – Galeria (serial telewizyjny) – 1 sezon (94 odcinki)
- 2010 – Ojciec Mateusz – 4 sezon
- 2010 – Ojciec Mateusz – 3 sezon
- 2009 – Ojciec Mateusz – 2 sezon
- 2008 – Ojciec Mateusz – 1 sezon
- 2006 – Who Am I? (Kim jestem?) – film dokumentalny
- 2004 – Żołnierze wyklęci (film) – film dokumentalny
- 1999 – Mój dom w dolinie – film dokumentalny
- 1991 – Das Schloss Marienburg in Malbork (Zamek w Malborku)

### Koproducent
- 2010 – Salvation
- 2009 – Święty Augustyn (miniseria i serial telewizyjny)
- 2009 – Dzieci Ireny Sendlerowej
- 2008 – Father Jerzy
- 2008 – Moja Syberiada
- 2007 – Wojna i pokój (serial telewizyjny 2007)
- 2006 – Jan Paweł II (film)
- 2005 – Jan Paweł II (serial telewizyjny)
- 2005 – Kopalnia soli w Wieliczce (interaktywny przewodnik multimedialny)

### Producent wykonawczy
- 2017 – Ojciec Mateusz – 17 sezon
- 2016 – Ojciec Mateusz – 16 sezon
- 2016 – Ojciec Mateusz – 15 sezon
- 2015 – Strażacy 2 (serial telewizyjny)
- 2015 – Ojciec Mateusz – 14 sezon
- 2015 – Ojciec Mateusz – 13 sezon
- 2014 – Strażacy (serial telewizyjny)
- 2014 – Powiedz tak! (serial telewizyjny)
- 2014 – Aram – film dokumentalny
- 2014 – Na krawędzi 2 (serial telewizyjny)
- 2014 – Ojciec Mateusz – 12 sezon
- 2014 – Ojciec Mateusz – 11 sezon
- 2013 – Ojciec Mateusz – 10 sezon
- 2013 – Ojciec Mateusz – 9 sezon
- 2012 – Ojciec Mateusz – 8 sezon
- 2012 – Ojciec Mateusz – 7 sezon
- 2012 – Rotem – film dokumentalny
- 2012 – Na krawędzi (serial telewizyjny)
- 2011 – Ojciec Mateusz – 6 sezon
- 2011 – Ojciec Mateusz – 5 sezon
- 2010 – Salvation
- 2010 – Ojciec Mateusz – sezon 4
- 2010 – Ojciec Mateusz – sezon 3
- 2009 – Ojciec Mateusz – sezon 2
- 2008 – Ojciec Mateusz – sezon 1
- 2008 – Energa
- 2008 – Father Jerzy
- 2008 – Euroheat
- 2008 – EC Harris
- 2008 – HSBC Bank Photo Session
- 2007 – Wojna i pokój (serial telewizyjny 2007)
- 2007 – Vemma Infomercial
- 2007 – Implix
- 2006 – Who Am I? (Kim jestem?)
- 2006 – The Trucks You Can Trust
- 2006 – Volvo Trucks Photo Session
- 2006 – Procter & Gamble Infomercial
- 2006 – Free People Summer Catalogue Photo Session
- 2005 – Jan Paweł II (film)
- 2005 – Proving Holiness
- 2005 – The Ship Rocknes
- 2005 – World Bank – Poland
- 2004 – Żołnierze wyklęci (film)
- 2004 – The Virtual Edge
- 2004 – Our Trainspotting
- 2004 – RR Donnelly
- 2004 – Ancient Clues
- 2004 – Friends of Europe
- 2004 – Deutsche Bank Photo Session
- 2004 – Belvedere Humanitarian Awards
- 2004 – Spiegel TV Report
- 2003 – Multimedia Polska
- 2003 – Gemplus Pologne
- 2003 – Pravda Vodka
- 2003 – Polmos Lancut
- 2003 – Europe in the Middle Ages
- 2003 – One World
- 2003 – The August Stork Anniversary
- 2003 – McKinsey Vox pops
- 2002 – Chancellors, Crisis, Coalitions
- 2001 – Fritolay's Anniversary
- 2000 – Christmas Tree Ornaments
- 2000 – Washing Machines Manufacturing
- 1999 – Pipelife Poland
- 1999 – Mój dom w dolinie
- 1998 – Out of Faith
- 1998 – VTS Clima
- 1996 – Porta KMI
- 1991 – Das Schloss Marienburg in Malbork (Zamek w Malborku)

### Reżyser
- 2008 – Euroheat
- 2007 – Vemma Infomercial
- 2007 – Implix
- 2003 – Internet dla każdego (cykl edukacyjnych programów TV)
- 2003 – Multimedia Polska
- 1999 – Mój dom w dolinie
- 1999 – Pipelife Poland
- 1998 – VTS Clima
- 1998 – Król gór
- 1997 – Go Whaling! (Popłyniemy na łów!)
- 1997 – Rybacki poker
- 1996 – Porta KMI
- 1996 – Zamczysko (cykl turniejów TV)
- 1996 – Stabat Mater Dolorosa
- 1996 – The Story of Max Saphir
- 1995 – Peaceful Outpost (Przystań spokoju)
- 1995 – In the Wake of Disaster (Przebudzenie)
- 1995 – The Return (Powrót)
- 1995 – Oto moje życie...
- 1995 – Koncert życzeń
- 1995 – Łebski biznes
- 1994 – Gry wojenne (cykl turniejów TV)
- 1994 – Home Island (Opowieści spod wulkanu)
- 1992 – The Crusade (Krucjata cudów)
- 1991 – Das Schloss Marienburg in Malbork (Zamek w Malborku)
- 1990 – Samanii Paev (Dzień Szamana)
- 1990 – The Day Before
- 1990 – The Night Before
- 1988 – Kolejny sukces
- 1987 – Wyspa klaunów
- 1985 – Kultura muzyczna (cykl 10 programów TV)
- 1984 – Muzyka powstaje (cykl 10 programów TV)
- 1984 – Pogromca smoków (części 1–3)
- 1984 – Król Grzyb
- 1983 – Epilog

### Nagrody
- Honorowe Wyróżnienie „Bene Meritus” (Dobrze zasłużony) w formie „Sandomierskiego klucza” nadane 22 lutego 2010 roku przez Burmistrza Sandomierza Jerzego Borowskiego[1].
- Nagroda „Telekamera 2011” dla najlepszego cotygodniowego serialu TV „Ojciec Mateusz” przyznana za rok 2010 przez czytelników tygodnika „Tele Tydzień” w lutym 2011[2].
- Nagroda „Diamentowy Bilet” przyznana przez Zarząd Stowarzyszenia „Kina Polskie” dla najlepszego polskiego producenta w 2006 roku za rekordową frekwencję (ponad 2 miliony widzów) na filmie Jan Paweł II (film).
- Nagroda „Telekamera 2017” dla najlepszego serialu przyznana za rok 2016 przez czytelników tygodnika „Tele Tydzień” w styczniu 2017.